# Доктор Хаус (8-й сезон)
Восьмой и финальный сезон американского телесериала «Доктор Хаус», премьера которого состоялась на канале Global 3 октября 2011 года, а заключительная серия вышла 21 мая 2012 года, состоит из 22-х эпизодов.
Из-за инцидента, произошедшего 26 февраля 2012 года, технически премьера всего сезона должна была состояться в Канаде, а не в США.

## В ролях

### Основной состав
- Хью Лори — доктор Грегори Хаус
- Омар Эппс — доктор Эрик Форман
- Роберт Шон Леонард — доктор Джеймс Уилсон
- Джесси Спенсер — доктор Роберт Чейз
- Питер Джейкобсон — доктор Крис Тауб
- Оливия Уайлд — доктор Реми «Тринадцатая» Хадли
- Одетт Эннэбл — доктор Джессика Адамс
- Шарлин И — доктор Чи Пак

### Второстепенный состав
- Каролина Выдра — Доминика Петрова
- Дайан Бэйкер — Блит Хаус
- Дженнифер Кристал-Фоли — Рэйчел Тауб
- Зена Грей — сестра Руби
- Яя Дакоста — Анита
- Трейси Вилар — сестра Реджина
- Рон Перкинс — доктор Рон Симпсон
- Патрик Прайс — брат Джеффри Спаркман
- Ноэль Беллингаузен — Эмили

### Специально приглашённые актёры
- Андре Брауэр — доктор Деррил Нолан
- Энн Дудек — доктор Эмбер Волакис
- Дженнифер Моррисон — доктор Эллисон Кэмерон
- Кэл Пенн — доктор Лоренс Катнер
- Эмбер Тэмблин — доктор Марта М. Мастерс
- Сила Уорд — Стейси Уорнер

## Эпизоды
| № общий | № в сезоне | Название                                  | Режиссёр          | Автор сценария                                               | Дата премьеры   | Зрители в США (млн) |
| --- | ---------- | ----------------------------------------- | ----------------- | ------------------------------------------------------------ | --------------- | ------------------- |
| 156 | 1          | «Двадцать викодинок» «Twenty Vicodin»     | Грег Яйтанс       | Питер Блейк                                                  | 3 октября 2011  | 9.78                |
| Хаус отбывает срок за то, что разрушил дом Кадди. Ему предлагают условно-досрочное освобождение, если пять дней он будет вести себя идеально. Но тут заболевает один из заключённых, да и местная группа нацистов требует 20 таблеток викодина. Диагноз: Мастоцитоз |            |                                           |                   |                                                              |                 |                     |
| 157 | 2          | «Трансплантат» «Transplant»               | Дэн Аттиас        | Дэвид Фостер и Лиз Фридман                                   | 10 октября 2011 | 6.85                |
| Через два месяца к Хаусу приходит посетитель — новый главврач Принстонской больницы, и предлагает ему моментальный выход из-за решётки при условии приёма на работу на прежнее место. Он соглашается и принимается за своё первое дело, попутно выясняя отношения с Уилсоном, который заявил, что они с Хаусом больше не друзья. Также ему вручают новую помощницу Чи Пак. Диагноз: Эозинофильная пневмония |            |                                           |                   |                                                              |                 |                     |
| 158 | 3          | «Дела благотворительные» «Charity Case»   | Грег Яйтанс       | Сара Хесс                                                    | 17 октября 2011 | 8.34                |
| К Хаусу попадает молодой человек, который жертвует свои миллионы всем нуждающимся. Во время последнего благотворительного дела он упал в обморок. Хаус и его новая команда в лице Пак и присоединившейся Джессики Адамс считают симптомом безграничную щедрость пациента. Его состояние ухудшается, и вскоре он готов пожертвовать почку пациентке Уилсона и миллион долларов в отдел Хауса. Диагноз: Токсическая аденома щитовидной железы (болезнь Пламмера) |            |                                           |                   |                                                              |                 |                     |
| 159 | 4          | «Рисковое дело» «Risky Business»          | Сенфорд Букставер | Сет Хоффман                                                  | 31 октября 2011 | 6.65                |
| Престарелый владелец американской корпорации хочет перевести свой бизнес в Китай, но внезапно начинает всё видеть как через «бинокль наоборот». Хаус берёт его и начинает шантажировать насчёт пожертвований. Недуги пациента множатся, Хаус клянчит деньги у Адамс и заключает пари с Пак, что её не уволят. Диагноз: Синдром гипервязкости крови сопутствующий ревматоидному артриту |            |                                           |                   |                                                              |                 |                     |
| 160 | 5          | «Исповедь» «The Confession»               | Кейт Вудс         | Джон С. Келли                                                | 7 ноября 2011   | 7.55                |
| Чейз и Тауб вернулись в команду Хауса. Хаус пытается выяснить, действительно ли Тауб — отец своих дочерей, а также делает загадочный ремонт в кабинете. Поступает больной, предприниматель из маленького городка, который начинает раскаиваться во всех грехах. Диагноз: Синдром Кавасаки |            |                                           |                   |                                                              |                 |                     |
| 161 | 6          | «Родители» «Parents»                      | Грег Яйтанс       | Эли Атти                                                     | 14 ноября 2011  | 6.63                |
| Подросток, мечтающий пойти по стопам своего покойного отца и стать цирковым клоуном, поступает в больницу с параличом. Во время постановки диагноза, команда узнаёт страшную тайну, которую скрывает мать пациента.[уточнить] Между тем Хаус ищет способ попасть на боксёрский поединок в Атлантик-сити, а Тауб решает стоит ли передать своей бывшей жене единоличную опеку над их дочерью. Диагноз: Сифилис, Реакция Яриша — Герксгеймера |            |                                           |                   |                                                              |                 |                     |
| 162 | 7          | «Мёртв и похоронен» «Dead & Buried»       | Мигель Сапочник   | Дэвид Хоселтон                                               | 21 ноября 2011  | 7.46                |
| Команда занимается случаем девочки-подростка, которая поступает в больницу с анафилаксией. Позже выясняется, что её состояние куда более серьёзно, когда анализы показывают, что она беременна, хотя является девственницей. Между тем, несмотря на запрет Формана, Хаус одержим случаем четырёхлетнего мальчика, умершего пять лет назад от неизвестной болезни. Диагноз: Девочка — Диссоциативное расстройство идентичности, хориокарцинома; Мёртвый мальчик — Синдром Альпорта (нефрит наследственный семейный геморрагический)                                      |            |                                           |                   |                                                              |                 |                     |
| 163 | 8          | «Опасности паранойи» «Perils of Paranoia» | Дэвид Стрейтон    | Томас Л. Моран                                               | 28 ноября 2011  | 7.41                |
| У прокурора случается сердечная недостаточность во время допроса свидетеля, но первичная постановка диагноза осложняется, когда Адамс и Пак находят у него дома арсенал оружия. Тем временем Уилсон считает, что Хаус что-то скрывает у себя дома, а Чейз и Тауб суют нос в личную жизнь Формана. Диагноз: Дифтерия |            |                                           |                   |                                                              |                 |                     |
| 164 | 9          | «Лучшая половина» «Better Half»           | Грег Яйтанс       | Кэт Лингенфельтер                                            | 23 января 2012  | 8.76                |
| На приеме у врача больному синдромом Альцгеймера становится плохо — начинается рвота с кровью. Его сопровождает верная супруга. У больного начинаются осложнения, в результате которых он перестаёт говорить по-английски и забывает свою супругу. Хаус одержим мыслью доказать, что асексуальность пациентки Уилсона — результат болезни и заключает с ним пари. Также в качестве «консультанта и советника» временно в команду возвращается Форман, решающий вопрос о досрочном снятии с Хауса маячка. Диагноз: Синдром Рея                                           |            |                                           |                   |                                                              |                 |                     |
| 165 | 10         | «Беглецы» «Runaways»                      | Сэнфорд Букставер | Марки Джексон                                                | 30 января 2012  | 8.73                |
| Девочке-подростку, Джейн Доу, сбежавшей из дома, требуется хирургическая операция, для которой необходимо согласие взрослых. Хаус с Адамс спорят о том, чтобы вызвать представителя социальной службы, но находится её мать. Тем временем, у Тауба трудности с общением со своими дочерьми, а Хаус угрожает испортить отношения Формана с замужней женщиной. Диагноз: Аскаридоз |            |                                           |                   |                                                              |                 |                     |
| 166 | 11         | «Никто не виноват» «Nobody’s Fault»       | Грег Яйтанс       | Рассел Френд, Гарретт Лернер и Дэвид Фостер                  | 6 февраля 2012  | 7.09                |
| Когда инцидент с пациентом приводит к серьёзным последствиям для Чейза, судьба Хауса и команды оказывается в руках доктора Уолтера Кофилда, бывшего наставника Формана. Хаус и члены команды рассказывают подробности драматических, опасных для жизни событий, тогда как Кофилд должен вынести решение, взвесив нетрадиционные методы команды против их способности спасать жизни. Диагноз: Синдром лизиса опухоли и стероидо-индуцированный психоз |            |                                           |                   |                                                              |                 |                     |
| 167 | 12         | «Чейз» «Chase»                            | Мэтт Шекман       | Питер Блейк и Эли Атти                                       | 13 февраля 2012 | 7.16                |
| После возвращения Чейза команда занимается лечением молодой пациентки, которая собирается принять постриг и стать монахиней. Чейз принимает случай близко к сердцу и не соглашается с диагнозом Хауса. Диагноз: Болезнь Хортона |            |                                           |                   |                                                              |                 |                     |
| 168 | 13         | «Кто здесь хозяин» «Man of the House»     | Колин Бакси       | Сара Хесс и Лиз Фридман                                      | 20 февраля 2012 | 7.08                |
| Фиктивная жена Хауса, Доминика Петрова, возвращается, чтобы убедить миграционную службу, что она вышла замуж не ради грин-карты. Играя любящую пару, оба узнают кое-что о любви и браке. Диагноз: Немой тиреоидит сопутствующий Аутоиммунному полиэндокринному синдрому типа 3 |            |                                           |                   |                                                              |                 |                     |
| 169 | 14         | «Любовь слепа» «Love is Blind»            | Тим Соутэм        | Джон С. Келли                                                | 27 февраля 2012 | 5.94                |
| Команда берётся за случай Уилла Вествуда — молодого незрячего человека, который теряет сознание на улице, неся обручальное кольцо своей подруге. Во время диагностики Уилл принимает решение, которое навсегда изменит его жизнь.[уточнить] Между тем в Принстон-Плейнсборо приезжает мать Хауса, которая знакомит его со своим новым мужчиной. Премьера этого эпизода состоялась в Канаде в эфире Глобальной телевизионной сети. Тридцатичасовая задержка в охвате автоспорта опередила трансляцию в Соединённых Штатах на три недели до 19 марта. Диагноз: Мукормикоз |            |                                           |                   |                                                              |                 |                     |
| 170 | 15         | «Стукач» «Blowing the Whistle»            | Джулиан Хиггинс   | Сюжет : Дэнни Уайсс Телесценарий : Дэнни Уайсс и Сет Хоффман | 2 апреля 2012   | 6.67                |
| Рядовой американской армии Бренд Маклин, обвиняемый в измене (рассекречивание военной тайны), попадает в клинику к доктору Хаусу. Военнослужащий отказывается от лечения до тех пор, пока ему не организуют интервью в прямом эфире. Его брат, капитан Маклин, пытается переубедить Бренда. В это время команда Хауса озабочена первыми признаками серьёзного заболевания своего лидера. Все понимают, что об этом следует сообщить Форману, но доносить на Хауса без его согласия никто не решается. Диагноз: Тиф                                                      |            |                                           |                   |                                                              |                 |                     |
| 171 | 16         | «Проверка на вшивость» «Gut Check»        | Мигель Сапочник   | Дэвид Хоселтон и Джеми Конвей                                | 9 апреля 2012   | 6.01                |
| Команда Хауса берёт дело 22-летного хоккеиста, которому становится плохо во время матча. Пак принимает предложение Чейза переехать к нему, чтобы взять тайм-аут от семейных забот, а Уилсон внезапно узнаёт от Хауса важные подробности из своего прошлого.[уточнить] Диагноз: Инфекционный мононуклеоз, Синдром Миллера Фишера |            |                                           |                   |                                                              |                 |                     |
| 172 | 17         | «Нужно быть мужиками» «We Need the Eggs»  | Дэвид Стрейтон    | Питер Блейк и Сара Хесс                                      | 16 апреля 2012  | 5.61                |
| Команда Хауса берёт дело Генри, которому становится плохо во время свидания с девушкой, однако в процессе расследования всплывают некоторые странности жизни мужчины,[уточнить] а Хаус осознаёт, что испытывает чувства к своей фиктивной жене. Диагноз: Первичный амебный менингоэнцефалит, причина инфицирования пациента — процедура промывания носа джала нети. |            |                                           |                   |                                                              |                 |                     |
| 173 | 18         | «Тело и душа» «Body and Soul»             | Стефан Шварц      | Дастин Пэддок                                                | 23 апреля 2012  | 6.49                |
| Команда пытается диагностировать пациента, дед которого думает, что он одержим. Между тем Чейзу и Пак снятся сексуальные сны друг о друге. Доминика узнает известия, которые скрывал от неё Хаус и которые могут разрушить их отношения, а Уилсон сообщает Хаусу неприятные новости.[уточнить] Диагноз: Открытый артериальный проток |            |                                           |                   |                                                              |                 |                     |
| 174 | 19         | «Слово на букву „Р“» «The C-Word»         | Хью Лори          | Джон С. Келли и Марки Джексон                                | 30 апреля 2012  | 6.45                |
| Шестилетняя девочка с редким генетическим заболеванием попадает в больницу после кровотечения из носа и потери сознания. Форман и команда консультируются с её матерью, которая специализируется на заболевании дочери. Тем временем Уилсон решается на потенциально смертельный курс лечения от рака, который Хаус соглашается провести сам. Диагноз: Миксома предсердия |            |                                           |                   |                                                              |                 |                     |
| 175 | 20         | «После смерти» «Post Mortem»              | Питер Уэллер      | Кэт Лингенфельтер и Дэвид Хоселтон                           | 7 мая 2012      | 6.09                |
| После того как патологоанатом Принстон-Плейнсборо попытался вскрыть себе череп, он требует, чтобы медицинскую помощь ему оказал лично доктор Хаус. Но Хауса нет, поскольку он и Уилсон отправились в поездку, чтобы забыть о предстоящем сканировании опухоли и просто расслабиться. Между тем разговор с пациентом заставляет Чейза пересмотреть свою карьеру. Диагноз: Гипотиреоз вызванный длительным воздействием триклозана и кофеина |            |                                           |                   |                                                              |                 |                     |
| 176 | 21         | «Не сдаваясь» «Holding On»                | Мигель Сапочник   | Дэвид Фостер, Рассел Френд и Гарретт Лернер                  | 14 мая 2012     | 6.45                |
| Команда взялась за случай Деррика, 19-летнего студента колледжа, у которого началось кровотечение из носа. Возможно страдающий шизофренией Деррик утверждает, что слышит голос своего покойного брата. Тем временем Уилсон хочет отказаться от химиотерапии, чтобы спокойно прожить оставшиеся пять месяцев. Хаус пытается уговорить Уилсона на лечение, а Тринадцатая возвращается, чтобы дать ему совет. Между тем Хаус совершает проступок,[уточнить] который в итоге приводит к печальным последствиям.[уточнить] Диагноз: Непостоянная стремянная артерия          |            |                                           |                   |                                                              |                 |                     |
| 177 | 22         | «Все умирают» «Everybody Dies»            | Дэвид Шор         | Дэвид Шор, Питер Блейк и Эли Атти                            | 21 мая 2012     | 8.72                |
| Хаус, после безуспешных попыток избежать тюремного заключения,[уточнить] исчезает. Он приходит в себя в горящем здании после принятой дозы героина, рядом с трупом своего бывшего пациента. В форме галлюцинаций Хаус видит важных для него людей из прошлого, которые заставляют его многое переосмыслить и придать стимул к жизни. Уилсон и Форман должны найти Хауса вовремя, чтобы спасти его от него самого. Диагноз: Аутоиммунная реакция организма на инородный предмет (веточка растения) в вене (пациент погибает от передозировки героина)                    |            |                                           |                   |                                                              |                 |                     |